# Leandro Cuberos Niño
Leandro Cuberos Niño fue un conocido militar y político colombiano. Nació en Chinácota, Norte de Santander, el 25 de diciembre de 1876, y falleció en Maracaibo, Venezuela, el 12 de noviembre de 1934. Fue Jefe del Partido Liberal de Colombia y cónsul en la ciudad de Maracaibo.

## Carrera política
Asistió al Colegio San José de Pamplona y después se trasladó a Caracas para comenzar la carrera de Medicina. En 1899, cursando ya el cuarto año de su carrera universitaria, decide regresar al país al lado del General Benjamín Herrera, para enrolarse en el ejército liberal y dar inicio a la Guerra de los Mil Días.
Una vez finalizada la guerra, en 1902, el general Cuberos Niño se instala en Cúcuta. Allí continúa ejerciendo la política durante muchos años y se convierte en Senador de la República. En la década de 1920 alcanza su apogeo como dirigente político, llegando a ser el líder del ala más progresista de su partido. Entabla entonces conversaciones con los pequeños grupos socialistas que surgen en aquella época. 
En la Convención Liberal de Apulo, en 1929, es elegido jefe del Partido Liberal de Colombia, en un triunvirato que completan el también General Antonio Samper Uribe y el destacado empresario y periodista Alfonso López Pumarejo. En 1930, tras lograr la recuperación del poder para el Partido Liberal, se retira de la vida pública.

## Vida familiar
El general Cuberos Niño se casó con la dama venezolana doña Laura Giusti Rivas. Del matrimonio nacieron cinco hijos: Laura, Beatriz, Leandro, Ana y Jorge Cuberos Giusti. Cuando murió, en la ciudad de Maracaibo, el cadáver del general fue trasladado hasta Cúcuta, Colombia, donde fue colocado en cámara ardiente en el salón de la Asamblea Departamental.